# Aradus parvicornis
Aradus parvicornis är en insektsart som beskrevs av Parshley 1921. Aradus parvicornis ingår i släktet Aradus och familjen barkskinnbaggar. Inga underarter finns listade i Catalogue of Life.